# Боровик Марія Яківна
Марія Яківна Боровик (біл. Марыя Якаўлеўна Баравік; нар. 22 лютого 1946, с. Преображенка, Глибоцький район, Вітебська область) — білоруська поетеса, драматургиня.

## Біографія
Марія навчалась у Передольській семирічній школі, потім у Підсвільській середній школі. У 1987 році закінчила факультет журналістики Білоруського державного університету. Працювала в Підсвільському Будинку культури, в редакції глибоцької районної газети «Шлях перамогі» (нині «Веснік Глыбоччыны»), працювала керівницею гуртка «Юны экскурсавод» Підсвільського центру дитячого туризму і екскурсій.
З 1965 року друкувалася в газетах «Шлях перамогі», «Віцебскі рабочы», «Чырвоная змена», «Голас Радзімы», «Знамя юности», «ЛіМ», «Наша слова», «Народнае слова», у журналах «Маладосць», «Родная прырода», «Бярозка», «Вясёлка», «Роднае слова» тощо; у колективних збірках  «Дзень паэзіі», «Самавар у лесе», в альманахах «Край», «Далягляды», «Ратуша».
У 1985 році вона видала книгу поезій «Поле долі», у 1995 році — збірку поезій «Вір пяшчоты і журбы». Також Марія Боровик пише для дітей — казки, загадки, вірші.
Членкиня Союзу білоруських письменників з 1992 року. Проживає в Підсвіллі.